# Црква Светог Ђорђа у Годовику
Црква Светог Ђорђа у Годовику у непосредној околини Пожеге, обновљен је у другој половини 17. века, представља непокретно културно добро као споменик културе од великог значаја, као и непосредно окружење које је због својих амбијенталних вредности заштићено, а у којој се налазе кућа Василија Поповића из угледне годовичке свештеничке породице, саграђена око 1875. године, чесма на локалитету „Пијаца”, зидана каменом са две луле подигнута као задужбина двадесетих година овог века, као и црква Светог Илије, на чијој се западној фасади налазе спомен плоче са уклесаним именима ратника палим у ослободилачким ратовима 1912–1918, саграђена 1855. године у барокном стилу са карактеристичним звоником.

## Историјат
Црква посвећена Светом великомученику Георгију-Ђурђицу, по предању је подигнута у 14. веку, када и црква Светог Ахилија у Ариљу и био је метох првобитног Ариљског манастира.
Не постоје писани трагови који прате судбину цркве све до друге половине 17. века, када је обновљен и од тада функционише као црква. Тада је освећен од стране Патријарха Арсенија III, 1692. године, што доказује сачувани антиминс, који се чува у Црквеном суду у Краљеву. По доласку јеромонаха Јосифа 1780. године и његовим ангажовањем дозидан конак и камени зид око конака и цркве који данас не постоје. Обнављан је поново 1808. године, када је дограђена припрата, да би 1813. године поново разрушен. Кнез Милош је 1832. године поклонио звоно за звонару, које је за време Првог светског рата закопано преко пута нове цркве да га Аустријанци не би претопили за муницију. Средином 19. века престаје са радом изградњом нове, веће цркве. Педесетих година доживљава још једно рушење због отварања каменолома у његовој близини. Последњи пут се обнавља 1985. године на залагање Завода за заштиту споменика културе. Од 1997. године поново је у функцији.

## Архитектура
Њена архитектонска вредност изражена просторном концепцијом и појединим детаљима одликују се обележјима традиционалног градитељства. Црква представља једнобродну грађевину са кубетом изнад наоса, са квадратном основом и полукружном апсидом на источној страни. Засведена је полуобличастом сводом, а апсида полукалотом. Грађена је од сиге и камена вулканског порекла сиве боје. Везивни материјал је кречни малтер.
Иконостас је из 1813. године о чему сведочи запис на престоној икони Исуса Христа и радио га је Алексије Лазовић из Задра. На иконостасу су свети апостоли Петар и Павле који у руци држе макету цркве по којој је рађена последња реконструкција. Полијелеј је рађен у дуборезу и дар је Радослава Јовановића. Звоник поред манастира, односно данашње цркве, је од дрвета и урађен је 2001. године. Улазна врата су изузетно мала, нарочито северна која су висока 120 cm.